# Wiesensteig
Wiesensteig è un comune tedesco di 2 312 abitanti, situato nel land del Baden-Württemberg.